# North European Basketball League
North European Basketball League (NEBL) var en herrbasketserie, skapad 1998 på initiativ av Šarūnas Marčiulionis. Den startades inför säsongen 1998/1999 med deltagande lag från Litauen, Lettland, Estland, Sverige och Finland. Första upplagan innehöll åtta lag. Senare kom ligan att mista sin regional karaktär, med klubbar i centrala (Polen, Tjeckien), västra (Danmark, Tyskland, Belgien, Nederländerna, Storbritannien) och östra (Ryssland, Ukraina, Vitryssland) Europa; senare även södra Europa (Bulgarien, Makedonien, Rumänien, Serbien) och även från Israel och Turkiet. Säsongen 2001/2002 deltog 31 lag från 19 länder. Finalspelet hölls alltid i Vilnius.
Runt 2002 började toppklubbar som CSKA Moskva, Žalgiris och Maccabi tappa intresse på grund av ekonomiskt mer attraktiva Euroleague.
Säsongen 2002/2003 spelades inget gruppspel. I stället gick de fyra bästa lagen från norra konferensen I FIBA Champions Cup till NEBL:s Final Four.
2004 uppgick NEBL i Baltic Basketball League med de tio främsta lagen från Litauen, Lettland och Estland.

## Vinnare
| Säsong    | Etta              | Tvåa              | Totalt antal lag | Totalt antal nationer |
| 1998/1999 | Žalgiris          | ASK/Brocēni/LMT   | 8                | 5                     |
| 1999/2000 | CSKA Moscow       | BC Lietuvos Rytas | 14               | 9                     |
| 2000/2001 | Ural Great        | Žalgiris          | 16               | 12                    |
| 2001/2002 | BC Lietuvos Rytas | Ural Great        | 31               | 19                    |
| 2002/2003 | UNICS Kazan       | BC Lietuvos Rytas | 4                | 3                     |